# Rato-candango
O rato-candango (nome científico: Juscelinomys candango), também chamado rato-do-presidente, é uma espécie extinta de roedor da família Cricetidae que era endêmica do Brasil. 
Foi registrada apenas na região de Brasília, durante as obras de construção da cidade no início dos anos 1960. Se passaram cinquenta anos desde o último avistamento e a espécie foi considerada extinta pela União Internacional para a Conservação da Natureza (IUCN).
Sua extinção ocorreu, provavelmente, devido à ocupação humana da área de ocorrência da espécie a partir da construção e ocupação da capital. Curiosamente, o nome científico da espécie é uma homenagem ao presidente Juscelino Kubitschek de Oliveira, que foi o responsável pela construção de Brasília, e aos candangos, como eram chamados os trabalhadores e depois os habitantes de Brasília.

## Descrição
Os animais tinham pelagem castanho-alaranjada, listras pretas e uma chamativa cauda, bastante grossa e densamente revestida de pelos, que é a principal diferença aparente que separa a espécie de outras do gênero Oxymycterus, com o qual tem diversas semelhanças ecológicas e taxonômicas. No estômago dos exemplares capturados havia material fibroso de origem vegetal e formigas, o que leva a crer que se alimentava de gramíneas, sementes e formigas. Os machos adultos tinham 14 centímetros, com a cauda medindo 9,6 centímetros.
O roedor tinha hábitos fossoriais: escavava ninhos subterrâneos onde acumulava matéria vegetal fina e gramíneas. A localização dos ninhos foi revelada devido a trilhas de acesso recobertas com terra compactada, vinda de suas escavações.

## Descoberta e origem da espécie
Apenas oito exemplares da espécie foram coletados em 1960 na região da Fundação Zoobotânica do Distrito Federal, onde os trabalhadores encontraram uma galeria subterrânea do roedor. Os exemplares foram enviados ao zoólogo João Moojen, e para a surpresa do pesquisador, não eram nenhum roedor que ele já havia visto antes - ele tinha descrito uma nova espécie pela última vez em 1950 e havia escrito o livro Roedores do Brasil logo depois. Mojen descreveu o rato-candango em 1965.
A área onde foram encontrados, antes típica do Cerrado brasileiro, foi drasticamente alterada durante a construção de Brasília, o que, se presume, causou o desaparecimento da espécie, que é considerada o primeiro vertebrado do Cerrado formalmente extinto. Novas expedições para tentar encontrar o animal foram feitas por Cléber Alho e Philip Hershkovitz, mas sem sucesso. Apesar de espécies novas de vertebrados serem encontradas no Distrito Federal até hoje, o rato-candango parece ter sido a única a desaparecer completamente após a construção da cidade.
Os oito exemplares coletados ficaram sob a guarda do Museu Nacional, no Rio de Janeiro.

## Etimologia
O nome da espécie, Juscelinomys candango, foi uma homenagem conjunta ao então Presidente do Brasil e idealizador de Brasília, Juscelino Kubitschek - mys é rato em grego - e aos trabalhadores que imigraram para trabalhar na construção da cidade, conhecidos popularmente como candangos.
O rato-candango era a única espécie do gênero Juscelinomys até 1999, quando foram descritas duas espécies bolivianas similares, que foram agrupadas no mesmo gênero. Por terem sido achadas no maciço de Huanchaca e perto do Rio Guaporé, foram chamadas Juscelinomys huanchacae e Juscelinomys guapore.